# Verlustscheinforderung
Eine Verlustscheinforderung ist gemäss schweizerischem Bundesgesetz über Schuldbetreibung und Konkurs vom 11. April 1889 (SchKG) das Ergebnis eines ganz oder teilweise erfolglosen Pfändungsvollzuges nach einer Betreibung auf Pfändung oder einem Konkurs (Konkursbetreibung). Das Betreibungsamt (bei der erfolglosen Pfändung) oder das Konkursgericht stellt den Verlustschein aus, sobald die Höhe des Verlustes feststeht. Der Betreibung auf Konkurs unterliegt, wer im Handelsregister eingetragen ist (Art. 39 SchKG).
Der Verlustschein gilt zum einen teils als Schuldanerkennung, wenn die Forderung vom Gemeinschuldner anerkannt wurde, andererseits als Ausweis für den in einem Vollstreckungsverfahren erlittenen Verlust und stellt für gewisse Delikte des Strafrechts eine so genannte ‚objektive Strafbarkeitsbedingung‘ dar, d. h., einige Betreibungsdelikte können erst geahndet werden, wenn ein Verlustschein ausgestellt wurde (z. B. Art. 163, 164 oder 169 StGB). Der Schuldner kann bei einer späteren Betreibung dieser gleichen Forderung die Rechtmässigkeit der Schuld erneut in Frage stellen, d. h., es wird keine ‚res iudicata‘ geschaffen (keine Einrede der abgeurteilten Sache).
Ein Verlustschein verjährt nach 20 Jahren. Während dieser Zeit kann für die ursprüngliche Forderung erneut die Betreibung eingeleitet werden. Geschieht dies in den ersten sechs Monaten nach erstmaligen Erhalt der Urkunde, so kann der Gläubiger direkt ein Fortsetzungsbegehren stellen, was die Prozedur verkürzt. Die Verjährung wurde mit der grossen SchKG-Revision, welche am 1. Januar 1997 in Kraft trat, eingeführt. Alle Verlustscheine, welche vor dem 1. Januar 1997 ausgestellt wurden, verjähren erst am 1. Januar 2017.
Für den Schuldner bringt der Verlustschein den Vorteil, dass er keine Zinsen für die verurkundete Forderung leisten muss.
Bei einer Betreibung auf Konkurs kann nach Erhalt des Verlustscheins nur dann eine neue Betreibung eingeleitet werden, wenn der Schuldner zwischenzeitlich zu neuem Vermögen gekommen ist. Als neues Vermögen gelten auch Werte, über die der Schuldner wirtschaftlich verfügt.
Ein Verlustschein berechtigt u. a. zum Arrest für die Verlustscheinsforderung (Art. 271 Abs. 1 Ziff. 5 SchKG), nicht jedoch für andere Forderungen.
Ein Verlustschein kann verkauft werden. Dem Schuldner bleiben jedoch sämtliche Einreden erhalten, die er bereits gegen den ursprünglichen Gläubiger hat vorbringen können.